# ستيفان غروسمان
ستيفان غروسمان (بالإنجليزية: Stefan Grossman)‏ هو عازف قيثارة وموسيقي وكاتب أغاني أمريكي، ولد في 16 أبريل 1945 في نيويورك في الولايات المتحدة.

## وصلات خارجية
- ستيفان غروسمان على موقع IMDb (الإنجليزية)
- ستيفان غروسمان على موقع ميوزك برينز (الإنجليزية)
- ستيفان غروسمان على موقع ديسكوغز (الإنجليزية)